# برقش
هو موقع أثري يقع على بعد 30 كيلومتر (19 ميل) غرب دمشق في سوريا. قربه وادي القرن هو موقع تزاوج مهم للطيور البرية في الشرق الأوسط وحددت من قبل جمعية الطيور العالمية كمساحة مهمة للطيور.
يقع برقش على ارتفاع 1580 متر (5180 قدم) من مستوى البحر وتنظر على سهل دمشق والتل المحيط للبلد وتتجول قطعان من الماعز والجمال. بسبب الطبيعة الحساسة للمنطقة بالقرب من حدود لبنان وجولان، يحتاج الزوار إلى رفقة عسكرية للوصول إلى الموقع، وتبعد عشر دقائق مشياً بجانب مسار منحدر بعيداً عن الطريق الرئيسي.
أقترح جوليان قسامة أن الموقع كان يطلق عليه بركوسا في العصور القديمة. خالف ذلك موقع باركوشا الذي أقترح مسبقاً من ألبرشت ألت في عام 1974. أعيد تسميتها في القرن السادس جستينيانوبوليس على اسم الحاكم البيزنطي جستينيان الأول.

## البازيليكا البيزنطية والمعبد الروماني
وجد أثران لمعبدان رومانيان ضمن مجموعة أثار جبل الشيخ.
تقع أثار البازيليكا البيزنطية من القرن السادس الميلادي في أعلى التلة وسطحت بشكل تصنيعي لتكوين هضبة من طابقين. تتميز المساحة المحيطة بعدد من غرف قطع الصخور والسراديب. المنصة التي بنيت عليها البازيليكا اقترحت أن تعود إلى معبد روماني يعود تاريخه إلى القرن الواحد الميلادي. اعتقد المعبد الروماني أنه أنبنى على بقايا معبد سابق استخدم لأغراض علمانية قبل على الأقل 400 عام وربما للأجيال السابقة. بنيت البازيليكا من مكعبات ضخمة من الصخور وتناثرت مكعبات مربكة أخرى في الموقع، ربما مثل بعضها المباني أو النتوءات الجيولوجية الغير الاعتيادية.
ذكر مجمع المعبد في برقش من قبل مهمة ألمانية الأثرية إلى بعلبك في عام 1903 وتلقت القليل من الدراسة من ذلك الحين. أجريت دراسة طبوغرافية ومعمارية في الموقع عام 1999 من قبل جونار براندز من جامعة هاله. ما زال استنتاج دراسة أطروحة التغطية في تقدم من قبل فريدريك فون بارجين.
أشارت الدراسة إلى بنى تحتية معقدة، وقصد منها تدوين المستوطنات المحيطة، والقبور، والمحاجر، واثار معبد بروبيلوني. أعيقت الدراسة بسبب بعد وارتفاع الموقع، وقصف الدبابات، والعثور على مستوطنة في المنطقة والتي توقع كبرها بضعفين والكثير من مقابر قطع الصخور في الجوار. بني قبو البازيليكا من صخر الأساس وأظهر جودة بناء تقنية عالية. عثر على أثار شمعدانات برونزية مع بقايا من الغطاء الرخامي لونه أبيض بتجزيع رمادي. سجل أثنى عشر تاج عامود عام 1903، وتبقى ثماني منها في المكان، ونزح ثلاث منها في الجوار، واستعملت واحدة في زراعة العصور الوسطى. غطت الأنقاض وحجبت بالكامل تاج العامود الثاني عشر. يظهر الحائط الشرقي من البازيليكا رواقاً. عثر على أسس البازيليكا التي أعتقد بأنه بهو معمد في شمال غربي البازيليكا. مسحت واستوت بعض من المساحة في الشمال من قبل الجيش. تناثرت بقايا المستوطنة على المنحدر الشرقي للهضبة وأيضاً بنايات كبيرة في المنحدر الغربي.